# فيصل طراد
فيصل بن حسن بن أحمد طراد (12 فبراير 1956 -) هو دبلوماسي سعودي، وكان سفيرًا للمملكة العربية السعودية في عدّة دول.

## النشأة والحياة الشخصية
ولد في المدينة المنورة، بالمملكة العربية السعودية بتاريخ 12 فبراير 1956م. جده الأكبر الشيخ عبد القادر الجيلاني. امضى السنتين الأولى من حياته في الرياض حيث عمل والده الشيخ حسن طراد. في إدارة الاتصالات بديوان الملك عبد العزيز. بدء دراسته الابتدائية في المدينة المنورة ثم انتقل بعدها إلى مدينة جدة. حصل علي درجة البكالوريس في الاقتصاد من جامعة الملك عبد العزيز بجدة في العام 1398 هـ. ثم التحق بوزارة الخارجية في نفس العام. يجيد اللغة الإنجليزية، وله أربعة إخوان وأربعة أخوات. متزوج ولديه خمسة أبناء.

## الحياة العملية
عمل في سفارة المملكة لدى لندن ثم بروكسل خلال الفترة من 1981-1990 م. ثم عاد إلى مقر وزارة الخارجية بالرياض، وتولى مسؤلية العلاقات الاقتصادية الثنائية ثم العلاقات الاقتصادية المتعددة الأطراف. شارك خلالها في مئات الاجتماعات للجان المشتركة مع الدول الشقيقة والصديقة. وفي اجتمات مجلس التعاون والجامعة العربية والأمم المتحدة. ومنظمة المؤتمر الإسلامي. وترأس الوفود التحضيرية للمملكة في العديد من هذه الاجتماعات الدولية والثنائية.
في بداية عام 2001 م تم تعينه سفيرا ومندوبا دائما للمملكة العربية السعودية لدى جامعة الدول العربية في القاهرة. وفي أغسطس 2004 تم تعينيه سفير فوق العادة ومفوضا للمملكة العربية السعودية لدى اليابان. وفي 2009 م تم تعيينه سفير فوق العادة ومفوضا للمملكة العربية السعودية لدى الهند. وفي رمضان 1432 (أغسطس 2011)تم تعيينه سفيراً للملكة لدى مملكة بلجيكا ودوقية لكسمبورغ ورئيساً لبعثة المملكة لدى الاتحاد الأوروبي والمجلس والمفوضية الأوروبية.وفي يناير 2014م تم تعيينه سفيرا ومندوبا للمملكة لدي الأمم المتحدة والمنظمات الدولي الأخري في جنيف. حصل على دورات متقدمة ومتخصصة في العلاقات الدولية والاقتصاد الكلي والمفاوضات التجارية. قالها خلال مؤتمر حول الإرهاب بسبب تجني وزير هندي سابق على السعودية، وانسحب السفير السعودي لدى الهند فيصل الطراد من جلسة مؤتمر في الهند حول الإرهاب العالمي احتجاجا على تصريحات لوزير العدل الهندي السابق رام جيتمالاني حاول فيها الربط بين السعودية والإرهاب.